# ピンクナルシス
『ピンクナルシス』 (Pink Narcissus) は、1971年のアメリカ合衆国の映画。上映時間は71分である。

## 概要
伝説的アートなカルトムービーとして名高いものの謎に包まれ、長年、監督・製作・脚本ともに不詳とされてきた幻のゲイ・ムービー。1993年3月、単館系で期間限定で公開された。一時は有名な監督が撮ったものだとか、実はプライベートフィルムだったなどの色々な憶測が飛んだが、近年になって監督がジェームズ・ビドグッドであることが判明した。ビドグッドは監督・製作・脚本・撮影・美術を務め、主演は伝説的ゲイ・アイコンだったボビー・ケンダルという青年が務めた。
内容はギリシャ神話の『ナルキソス（ナルシス）伝説』をモチーフとしてセリフを一切排し、女性はいっさい登場せず、ただ延々と主人公のナルシズムな行動を映し出すだけの前衛アート・ムービーである。映像のトーンや色調もピンクで統一され、耽美で毒々しさがあるものの、ゲイの肉体美とエロティシズムを映している。

## 出演
- パン：ボビー・ケンダル